# Cylisticus pierantonii
Cylisticus pierantonii är en kräftdjursart som beskrevs av Arcangeli 1923. Cylisticus pierantonii ingår i släktet Cylisticus och familjen Cylisticidae. Inga underarter finns listade i Catalogue of Life.